# TEE Cycnus

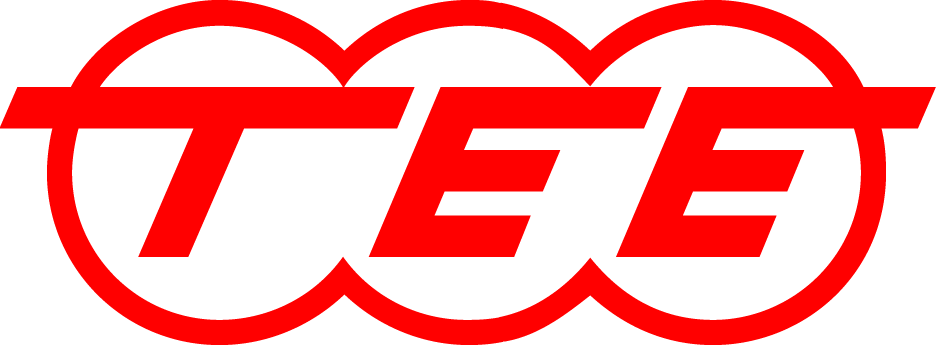

Le TEE Cycnus est un train de type Trans-Europ-Express ou TEE qui relia, entre 1973 et 1978, Milan et Vintimille.

## Mise en service
Une étoile ferroviaire s'était constituée autour de Milan à la fin des années 1950 mettant en communication la capitale lombarde et de nombreuses grandes villes européennes. Au début des années 1970, le succès de ces trains étant incontestable, les autorités ferroviaires décidèrent d'établir des liaisons du même type mais dans un cadre purement national.
C'est dans ce contexte que fut mis en service par les Ferrovie dello Stato Italiane - FS, le 30 septembre 1973, le TEE Cycnus (cygne en latin) permettant de relier Milan Centrale et Vintimille frontière à la frontière franco-italienne. Était ainsi créée une relation symétrique (sur le parcours italien) à celle effectuée par le TEE Ligure joignant la capitale lombarde à Avignon. Les deux convois se croisaient d'ailleurs environ à mi-distance du parcours, non loin de Gênes.

## Exploitation
Au début de l'exploitation, le TEE Cycnus quittait la gare de Milan Centrale à 20 h 30 pour atteindre la gare de Vintimille frontière à 0 h 18 (soit une durée de 3 h 48 pour une distance de 301 km et une vitesse moyenne de 79,21 km/h). Dans le sens inverse, le départ était fixé à 7 h 00 à Vintimille frontière et l'arrivée à 10 h 46 (soit 3 h 46 et 79,91 km/h). La vitesse peu élevée de cette liaison trouvait des explications dans le profil et la nature de la ligne, tout particulièrement sur le tronçon côtier entre Gênes et Vintimille dont certaines sections étaient encore, à l'époque, à voie unique et dans les compositions lourdes du train (8 voitures TEE des FS, voire 11 tous les vendredis, tractées par une locomotive E 444 Tartaruga), mais surtout dans le nombre important d'arrêts intermédiaires, 8 au total. En effet, les chemins de fer italiens avaient multiplié ces derniers, désirant desservir des gares dans lesquelles les TEE internationaux n'avaient pas vocation de s'arrêter, à savoir dans le sens Milan Centrale - Vintimille frontière : Pavie, Gênes, Savone, Albenga, Alassio, Imperia Oneglia, San Remo et Bordighera.
Le horaires de la liaison TEE Cycnus, numérotée TEE 37/36 dans le sens Milan - Vintimille et TEE 35/34 dans le cas inverse, ne changèrent guère durant son exploitation. Tout juste peut-on noter une accélération modeste du temps de parcours à compter du service d'été 1977, la durée du voyage fut abaissée à 3 h 40 au départ de Milan (vitesse moyenne portée à 82,10 km/h) et à 3 h 35 à partir de Vintimille frontière (soit 84,0 km/h). La baisse du nombre de voyageurs, le souci de préserver le service du TEE Ligure, ont conduisit la FS à supprimer le TEE Cycnus le 28 mai 1978 et le remplacer par une liaison de type Intercity, train grandes lignes traditionnel à réservation en 1re et 2(de) classe, tiré par une locomotive électrique FS E..

### Fiche horaire FS de 1975
| TEE 37/36 | km  | Arrêts               | TEE 35/34 |
| --------- | --- | -------------------- | --------- |
| 20.30     | 0   | Milan Centrale       | 10.46     |
| 20.53     | 39  | Pavie                | non ferma |
| 22.03     | 150 | Gênes P.za Principe  | 9.23      |
| 22.37     | 192 | Savone               | 8.41      |
| 23.09     | 234 | Albenga              | 8.08      |
| 23.17     | 241 | Alassio              | 8.01      |
| 23.33     | 260 | Imperia              | 7.43      |
| 0.02      | 286 | San Remo             | 7.19      |
| 0.13      | 297 | Bordighera           | 7.08      |
| 0.20      | 301 | Vintimille frontière | 7.00      |